# Simon Gantillon
Pour les articles homonymes, voir Gantillon.

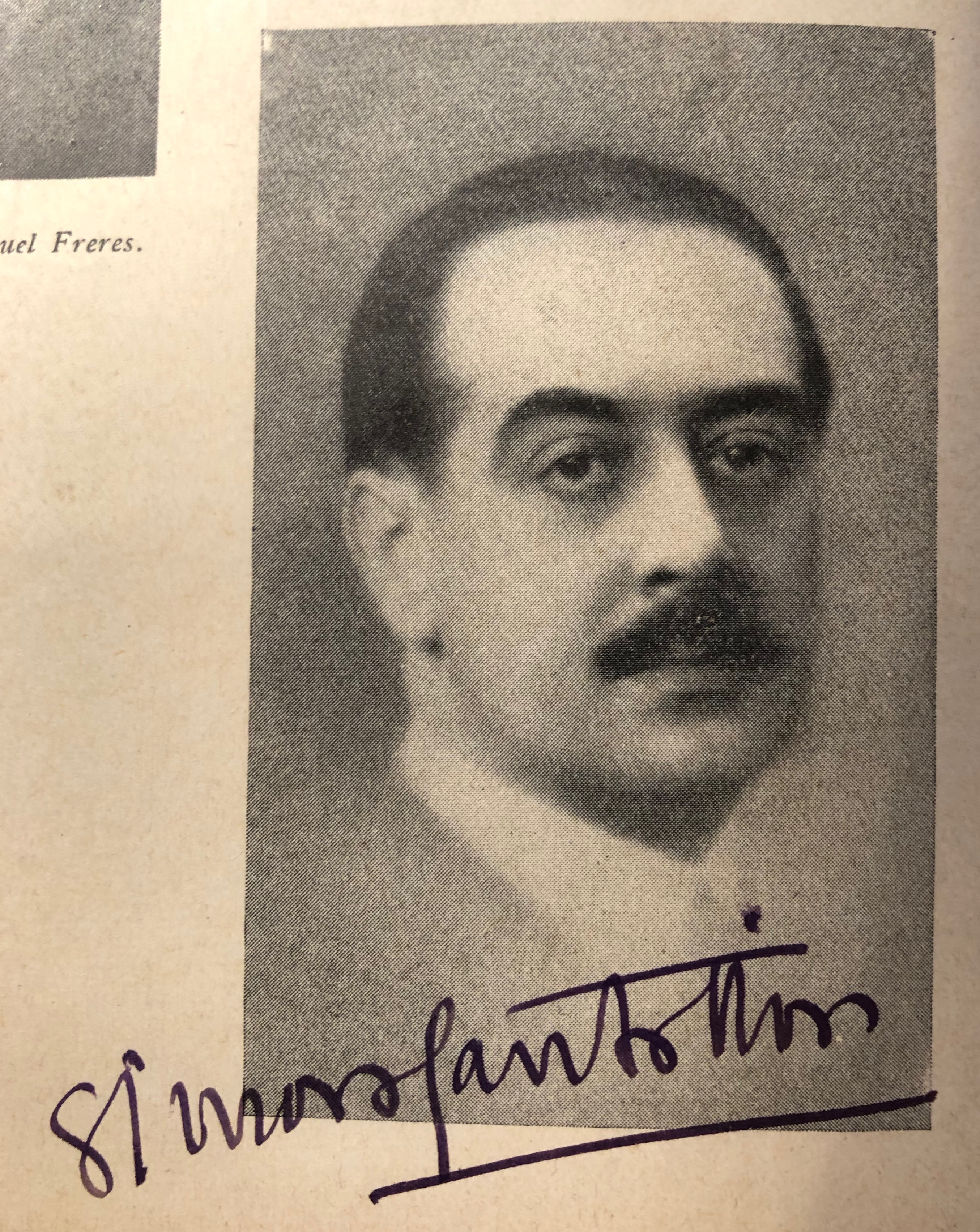

Simon Gantillon est un scénariste français, auteur de théâtre et romancier, né le 7 janvier 1887 à Lyon et mort le 9 septembre 1961 à Neuilly-sur-Seine. Il est inhumé au cimetière nouveau de Neuilly-sur-Seine.

## Filmographie
Scénariste
- 1932 : Le Sergent X ou (Le Désert) de Vladimir Strizhevsky
- 1938 : Gibraltar de Fedor Ozep
- 1945 : Mission spéciale de Maurice de Canonge
- 1947 : La Figure de proue de Christian Stengel
- 1947 : Rumeurs de Jacques Daroy
- 1947 : L'Amour autour de la maison de Pierre de Hérain (seulement dialoguiste)
- 1947 : Des filles disparaissent de Douglas Sirk
- 1949 : Maya de Raymond Bernard[1]

## Œuvres pour le théâtre
- 1923 : Cyclone
- 1924 : Maya
- 1928 : Départs
- 1931 : Bifur
- Mirages
- Fugue
- Iles fortunées

## Livres
- 1914 : Sept à la demi-douzaine (refusé par le Mercure de France)[2].
- Simon Gantillon " Marines " Dessins de Boris Mestchersky, 2 Tomes, par Simon Gantillon / Société Générale d'Imprimerie et d'Édition, Paris, (Tome 1 : 1928) et (Tome 2 : 1929)
- 1945: L'homme et son navire (Edition originale: Lugdunum, 1945, Réédition par les "Editions de L'Ancre de Marine": 1990)

## Iconographie
- Maya - huit tableaux de Simon Gantillon, affiche lithographique de Paul Colin, 1927.